# Jan III de Baenst
Jan III de Baenst (Brugge, ca. 1420 - 18 maart 1486) was lid van de adellijke familie De Baenst in het graafschap Vlaanderen.

## Familie
Jan III de Baenst was de oudste zoon van Jan II de Baenst (overleden ca. 1460) en Anna Slyps. Hij werd meestal als ridder betiteld. 
Van zijn vader erfde hij de heerlijkheden van Sint-Joris-ten-Distel, Veldegoed, de Walschen en Ter Walle. Van zijn echtgenote verwierf hij Leestkens (bij Moerkerke en Middelburg) en Oostkerke. Hij kocht zelf Zotschore in Oostkamp en een leen in Beernem. 
In 1454 trouwde hij met Margareta de Fever (overleden in 1497), dochter van Colaert de Fever en Margareta Bladelin, de zus van Pieter Bladelin. In Brugge bouwde De Baenst een groot patriciërshuis met toren, in de Oude Burg, op de hoek van de Nieuwstraat. Het kreeg de naam Sint-Jorishof. Hij ondersteunde er als mecenas onder meer de dichter Anthonis de Roovere.
Hun enige zoon was Jan IV de Baenst.
Hun dochter Anna († 1511 of 1520) trouwde met een zoon van Jan Coustin. Ze hertrouwde in 1463 met Filips bastaard van Brabant, heer van Krubeke († 1477, gesneuveld in de Slag bij Nancy). Het echtpaar bleef kinderloos.
Hun dochter Antoinine († 1522) trouwde in 1476 met ridder Jacques Mouton, heer van Archies († 1477, gesneuveld in de Slag bij Nancy). Het echtpaar bleef kinderloos.
Na zijn dood in 1486 werd Jan de Baenst bijgezet in de Onze-Lieve-Vrouwekerk in het mausoleum van de familie Bladelin. Ook zijn ouders en zijn vrouw rustten daar.

## Stadsbestuur
De Baenst doorliep een belangrijke loopbaan in het bestuur van de stad Brugge. Hij was
- raadslid in 1441-1442, 1443-1444, 1453-1454 en 1455-1456,
- hoofdman van het Onze-Lieve-Vrouwesestendeel in 1451-1452 en 1461-1462,
- schepen in 1457-1458,
- burgemeester van de schepenen in 1460-1461, 1463-1464, 1470-1471 en 1473-1474.

In januari 1464 vertegenwoordigde hij de stad Brugge in de voor het eerst bijeengeroepen Staten-Generaal van de Nederlanden. Aangezien de vergaderingen in zijn eigen stadhuis doorgingen, meer bepaald in de gotische zaal, was hij dus eigenlijk de gastheer voor het gebeuren.

## Hoveling
In 1460 werd Jan III lid van de Grote Raad onder Filips de Goede. Hij bleef deze functie behouden onder Karel de Stoute.
Na de dood van de hertog, tijdens de troebelen die toen de opvolging door Maria van Bourgondië bemoeilijkten, werd hij in maart 1477, samen met Anselmus Adornes, Paulus van Overtvelt en Jan van Nieuwenhove, door de Brugse ambachten gearresteerd. De beschuldigingen luidden dat ze tegen de stadsbelangen hadden samengezworen met de hertogelijke overheid en machtsmisbruik hadden gepleegd. 
Ze werden vrijgelaten, maar op 18 mei 1477 werden ze (met uitzondering van Van Nieuwenhove, die gevlucht was, maar samen met oud-burgemeester Jan Barbesaen) opnieuw aangehouden en ditmaal gefolterd om te bekennen dat ze in de stadskas hadden gegraaid. Jan III moest in zijn ondergoed op de markt de vlaggen van de ambachten kussen en vergiffenis vragen. Hij werd veroordeeld tot het terugbetalen van de som die hij bekend had te hebben verduisterd en tot het zich terugtrekken in de Eeckhoutteabdij. Hij mocht nooit nog een gemeentelijk mandaat opnemen. De betaling voerde hij uit en een stedelijk mandaat bekleedde hij nooit meer, maar de ballingschap in een klooster duurde niet lang. 
Na de dood van Maria van Bourgondië in 1482 koos hij onmiddellijk partij voor Maximiliaan van Oostenrijk.

## Jeruzalem
Jan de Baenst trok driemaal op bedevaart naar Jeruzalem. Daarnaast bezocht hij ook het Sint-Catharinaklooster in de Sinaïwoestijn en werd ook door de sultan ontvangen in Turkije. Hij mocht zich als adellijke pelgrim 'ridder van Jeruzalem' noemen. Op een van zijn tochten werd hij vergezeld door Adriaan de Pas, een franciscaan die in Brugge volksprediker was.

## Oostkerke
In 1462 erfde Margriet de Fever het hof van Oostkerke van Margriet van Oostkerke, de laatste van haar geslacht. In het leenboek van de Burg te Brugge werd Jan de Baenst ingeschreven als de leenhouder van 't Hof 't Oostkercke, groot omtrent 10 gemet lands, metten huusen ende boomen diere upstaen.
De hierboven gemelde Antoinine kreeg van Pieter Bladelin het ammanschap van Oostkerke Ambacht en woonde rond 1482 op het kasteel van Oostkerke. Dit kasteel ondervond onvermijdelijk de gevolgen van de Vlaamse opstand tegen Maximiliaan. Aangezien Jan de Baenst een trouwe vazal was van aartshertog Maximiliaan zijn het de troepen van de stad Brugge die schade kwamen aanrichten. De schade werd hersteld en toen in 1501 opmeting werd gedaan van de eigendom van de aldaar nog steeds wonende weduwe d'Archies - de Baenst luidde de beschrijving: 10 gemet land metten huizen en boomen, metten upperhove, nederhove, walgrachten, singelen ende boomgaerden.
In 1513 schonk Antoinine de heerlijkheid Oostkerke aan haar petekind, Antoine de Baenst, een zoon van haar ondertussen overleden broer, Jan IV de Baenst. Het jaar daarop stierf hij en het was Jan V de Baenst die de heerlijkheid erfde.

## Cité des Dames
In opdracht van De Baenst zette een onbekende vertaler de Cité des Dames van Christine de Pizan over in het Middelnederlands. Deze Stede der vrauwen, voltooid in 1475, was de eerste Europese vertaling van het werk en is slechts in één handschrift overgeleverd (British Library, Add. MS 20698). De luxueuze codex is verlucht met 25 miniaturen.